# Valdemar Mladý
Valdemar Mladý (dánsky Valdemar den Unge, 1209? – 28. listopad 1231) byl dánský princ, syn Valdemara II. a Dagmar, dcery Přemysla Otakara I. V letech 1209–1216 byl spoluvládcem svého otce ve Šlesvicku, od roku 1218 v Dánsku.
Byl sice Valdemarovým nejstarším synem, ale zemřel dříve než jeho otec, takže se dánským králem nestal. Někdy je označován jako Valdemar III. Na jeho náhrobním kameni je napsáno Waldemarus Tertius Rex Daniae, Filius Waldemari Secundi „Valdemar Třetí, král dánský, syn Valdemara Druhého“.

## Život

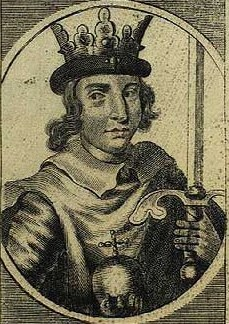
Valdemar Mladý

Valdemar se nejspíš narodil v roce 1209. Byl nejstarším dítětem z otcova prvního manželství. Jeho mezi Dány velmi oblíbená matka zemřela při porodu dalšího dítěte v roce 1212 nebo 1213.
V roce 1214 se Valdemar II. oženil podruhé s Berengarií Portugalskou. Z tohoto manželství se narodily další čtyři děti (tři synové a dcera). Berengarie prý byla krásná, ale povýšená a krutá žena a byla vnímána jako kontrast s Valdemarovou matkou Dagmar. Zemřela při porodu pátého dítěte v roce 1221 a král Valdemar už se potřetí neoženil.

## Mladší král
Na setkání dánské šlechty v Samsø v roce 1215 magnáti země složili přísahu Valdemarovi Mladému, který byl brzy poté zvolen spoluvládcem v Dánsku. To byla praxe, kterou zastávali francouzští Kapetovci, a která se později užívala v mnoha evropských monarchiích. Titul šlesvického vévody přešel na Valdemarova mladšího bratra Erika.
Během slavnosti ve Šlesvicku v létě 1218, za přítomnosti patnácti biskupů a tří vévodů, byl Valdemar pomazán a korunován mladším dánským králem. V roce 1223 se společně se svým otcem stal vězněm Jindřicha Zvěřínského. Zatímco králové byli uvězněni, od Dánska se odtrhla většina jeho německých držav. Valdemar II. se nakonec těchto teritorií vzdal, slíbil, že se Jindřichovi nebude mstít a poslal syna Erika místo Valdemara Mladého jako rukojmí.

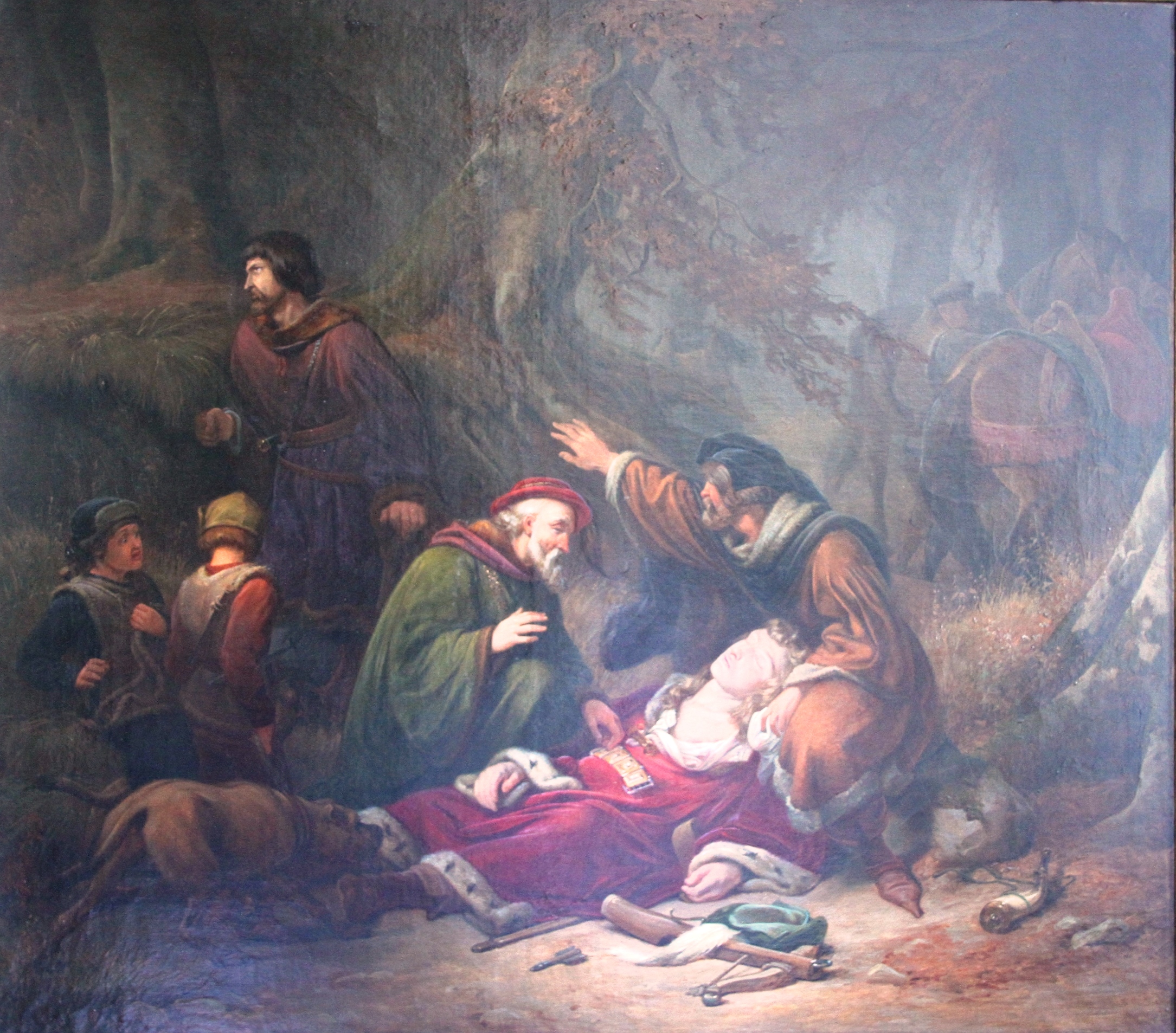
Smrt Valdemara Mladého, obraz dánského malíře Christiana Emila Andersena, 1843.

24. června 1229 se Valdemar Mladý v Ribe oženil s Eleonorou, dcerou portugalského krále Alfonse II. Sňatek sjednal biskup Gunner z Viborgu. Manželství trvalo pouze dva roky, neboť Eleanora zemřela 28. srpna 1231 při porodu; dítě zemřelo několik měsíců po ní.
28. listopadu 1231 se stal asi dvaadvacetiletý Valdemar Mladý obětí nehody – byl postřelen během lovu v Refsnæsu a téhož dne zemřel. Valdemar byl oblíbený pro svou laskavost a po jeho smrti drželo království smutek. Pohřben je stejně jako jeho žena v klášteře Ringsted. Korunním princem a později otcovým následníkem se stal Valdemarův nevlastní bratr Erik.